# Henry Morgan
Sir Henry Morgan (kb. 1635 – 1688. augusztus 25.) walesi kalóz, később az angol flotta tengernagya és Jamaica kormányzója. Ő volt az egyik leghírhedtebb karibi kalóz, elsősorban közép- és dél-amerikai spanyol városok kifosztása miatt tett szert hírnévre.

## Ifjúsága
Henry Morgan 1635 körül született Robert Morgan legidősebb fiaként, aki Cardiff környékén földműveléssel foglalkozott, de nemesi családból származott és fivérei, Thomas és Edward jelentős karriert futottak be az angol polgárháború idején. Thomas Morgan a parlamenti erők oldalán harcolt, 1645-ben Gloucester kormányzójává nevezték ki, jelentős szerepet játszott Flandriában, 1665 után pedig Jersey kormányzója. Edward Morgan a király seregében szolgált, ahol ezredesként a dél-walesi erők parancsnoka volt. Pártja veresége után Németországba menekült, ahol a vesztfáliai von Pöllnitz báró lányát vette feleségül. A monarchia restaurációja után 1664-ben Jamaica kormányzójává nevezték ki.
Henry Morgan létéről 1655 előtt semmilyen hivatalos bejegyzés nem árulkodik. Saját állítása szerint hamar otthagyta az iskolát és jobban megtanulta a pika forgatását, mint a könyvekét. Alexandre Exquemelin, aki Panamában Morgan hajóorvosa volt, azt írta róla, hogy szerződéses szolgaként (angol kifejezéssel indentured servant, akik az útiköltség fejében néhány évig kötelezően a munkaadójuknál dolgoztak) érkezett Barbadosra és 1658-ban Jamaicára (Morgan később rágalmazásért beperelte Exquemelint, aki kénytelen volt visszavonni könyve állításait). Az újabb feltételezések szerint Morgan annak a seregnek volt a katonája, amelyet az 1654-60-as angol-spanyol háborúban Oliver Cromwell küldött Hispaniola elfoglalására. A britek sikertelenül ostromolták Hispaniola fővárosát, Santo Domingót, majd a megfogyatkozott, láztól gyötört kontingens inkább a kevésbé védett, szomszédos Santiago szigetét szállta meg, amelyet aztán átneveztek Jamaicára.

## A Mansvelt-expedíció

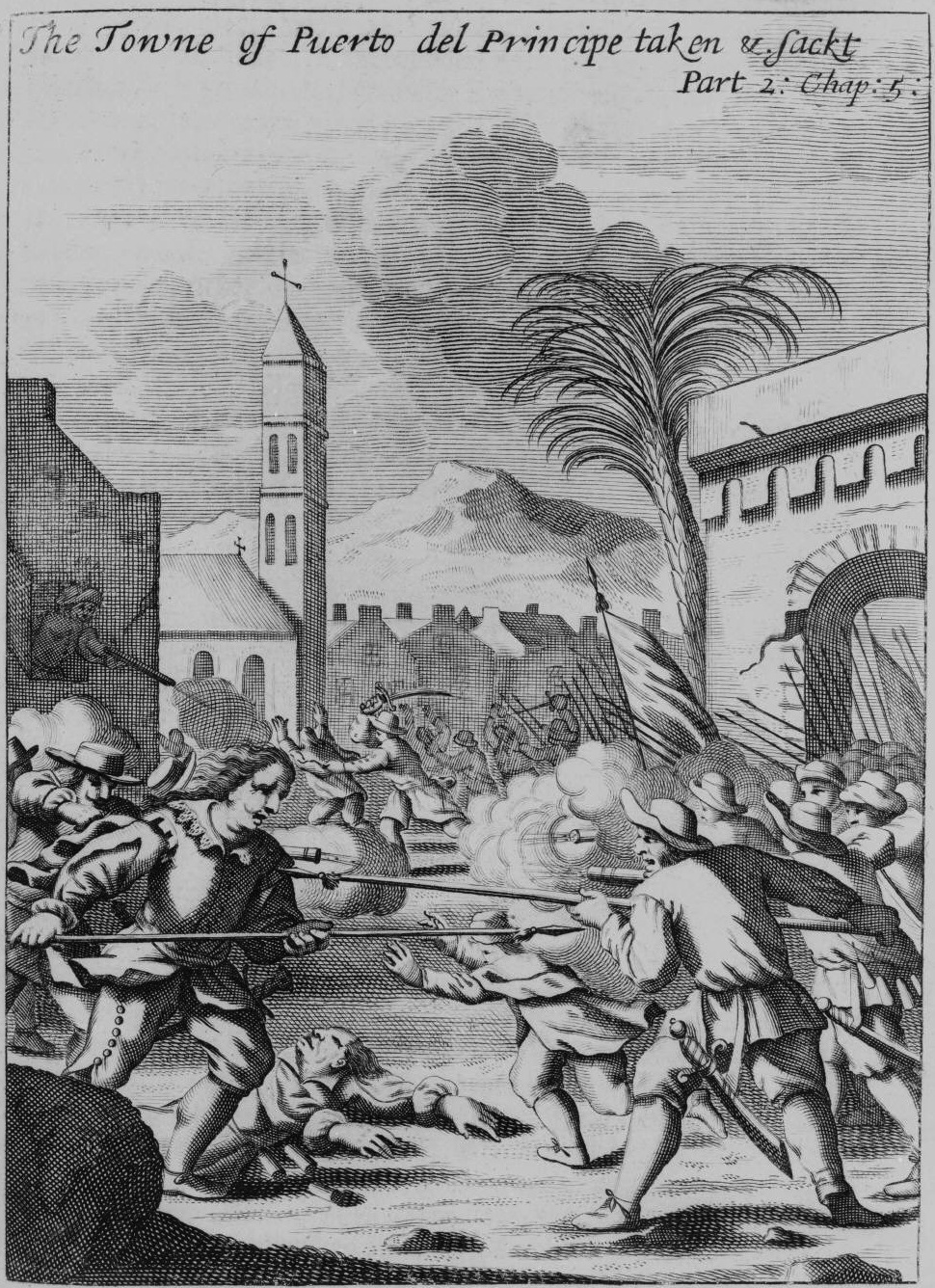
Puerto Principe kifosztása

II. Károly uralmának 1660-as visszaállítása után Henry nagybátyja, Edward Morgan száműzetése is véget ért és 1664-ben Jamaica kormányzójává is kinevezték. Henry Edward lányát, Maryt – vagyis a saját unokatestvérét – vette feleségül. 1663-ban már mint Morgan kapitány csatlakozott Christopher Myngs tengernagy flottájához, aki felbérelt kalózokkal és bukanérokkal együtt fosztogatta a közép-amerikai spanyol településeket. Morgan részt vett a mexikói Campeche és Vildemos, a hondurasi Trujillo és a nicaraguai Granada kifosztásában. Morgan ezután Lord Windsor kormányzó engedélyével (letter of marque, kalózlevél) támadta a spanyol hajókat. Anglia és Spanyolország között ekkor béke volt és London felszólította a jamaicai kormányzót, hogy hagyjon fel a kalózok támogatásával, de ő erre nem volt hajlandó ezért le is váltották. Utódja, Thomas Modyford a londoni kormány rosszallása ellenére sem változtatott a jövedelmező gyakorlaton. Modyford 1665-ben megbízta a veterán kalózt, Edward Mansveltet, hogy egy nagyobb flottával füstölje ki a hollandok támaszpontját, Curaçaót. Mansvelt 15 hajót és 5-600 embert gyűjtött össze, de a tengeren a kalózok úgy döntöttek, hogy a kevésbé jövedelmező holland sziget (ahol hittársaik éltek és a kalózok egy része maga is holland volt) helyett inkább egy spanyol várost támadnak meg. Az expedícióban Morgan is részt vett a hajójával, sőt ő volt Mansvelt helyettese.
A flotta a Jamaica és Costa Rica között fekvő Isla de Providencia (és a mellette fekvő Santa Catalina) felé vette az irányt. A spanyolokat készületlenül érte a támadás és gyorsan feladták erődjeiket. Mansvelt emberei egy részével megszállva tartotta a szigeteket, és támaszponttá akarta kiépíteni a kikötőjét. Miután Morgannal együtt felderítő utat tett Costa Rica irányába de miután egy spanyol sorhajóval találkoztak, visszavonultak Jamaicára erősítésért. Mansvelt ezután beteg lett és meghalt (más források szerint elfogták a spanyolok és felakasztották). A kalózok helyére Morgant választották meg a flotta parancsnokául. A jamaicai kormányzó, Modyford a testvérét kinevezte Providencia kormányzójává, de erősítést nem küldött és a spanyolok hamarosan visszafoglalták a szigetet.

## Puerto Príncipe kifosztása
Miután híre ment, hogy a spanyolok a kalóztámadások miatt meg akarják szállni Jamaicát, Modyford részleteket akart tudni a ellenségei terveiről, ezért megbízta Morgant, hogy egy nagyobb flottával hajózzon Kubába és ejtsen foglyokat. A kormányzó Havanna elfoglalását javasolta, de Morgan ahhoz nem érezte elég erősnek magát, ezért az összegyűjtött tíz hajóval és 500 emberrel Puerto Princípe ellen vonult. Egy vihar azonban Kuba déli partjaira sodorta őket (eredetileg az északi partra akartak eljutni) és élelmiszer- és vízkészletük nagy része odaveszett. Míg utánpótlást kerestek, találkoztak egy hajótörést szenvedett francia hajó legénységével, akik szintén csatlakoztak hozzájuk; ezenkívül néhány spanyol foglyot is ejtettek. Az egyik fogoly megszökött és sikerült figyelmeztetnie Puerto Príncipe lakosait a közelgő támadásról. A lakosság nagy része értékeivel együtt elhagyta a várost, így amikor a kalózok odaértek, alig találtak zsákmányt, még az expedícióra felvett hiteleket sem tudták volna kifizetni belőle.

## A Portobelo elleni támadás

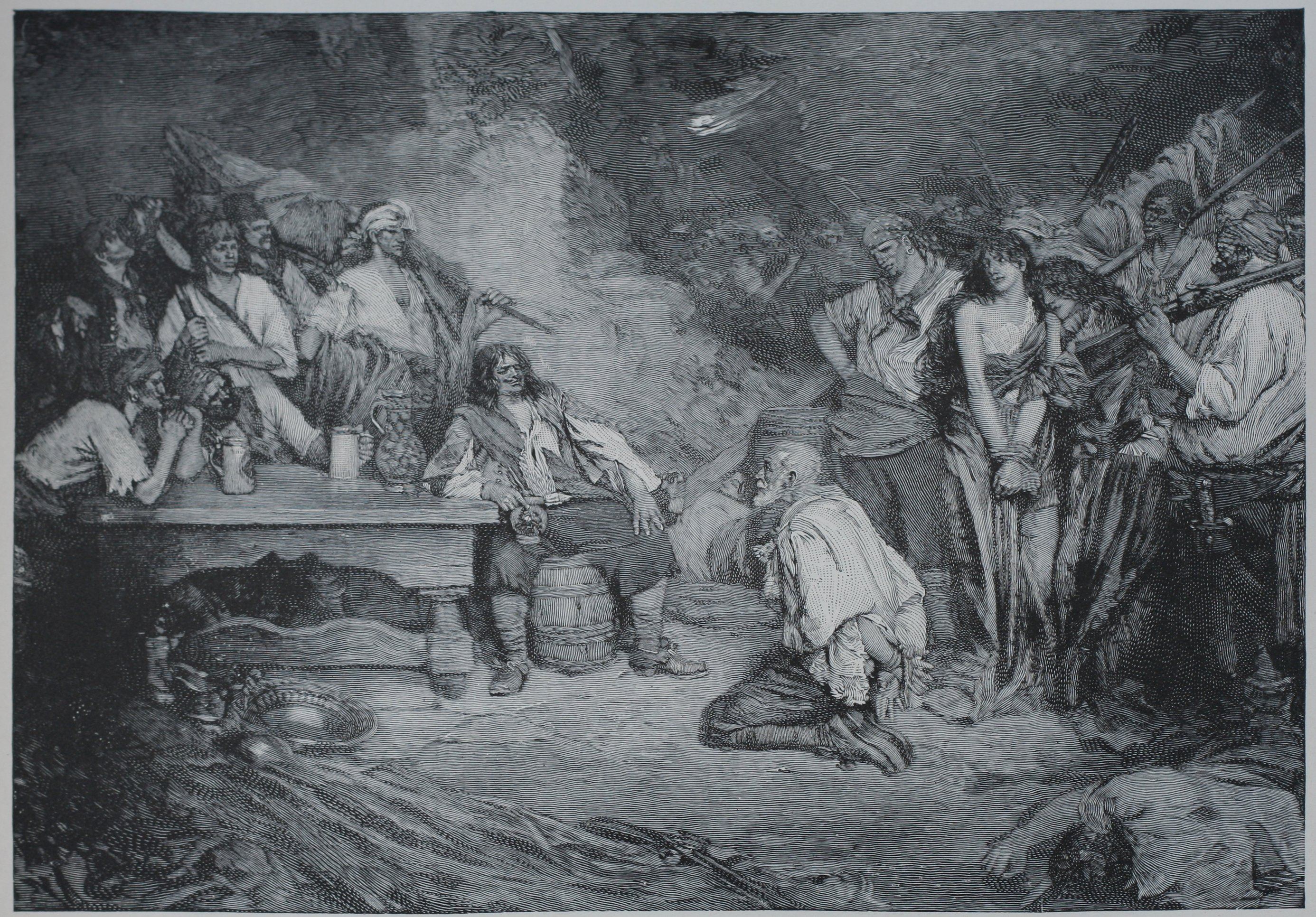
Morgan Porto Bellóban (1887)

Adósságaik miatt a kalózoknak más célpont után kellett nézniük. Morgan a mai Panamában fekvő Portobelo mellett döntött, amelyik akkor az amerikai spanyol települések között a harmadik legnagyobb és egyik leggazdagabb volt, az újvilági kereskedelem egyik központja. Ezen az úton a franciák már nem kísérték el őket, mert korábban összekülönböztek az angolokkal egyik társuk meggyilkolása miatt. Portobelót három jól kiépített erődítmény védte. Az elsőt egy meglepetésszerű éjszakai támadással sikerült gyorsan elfoglalni, a legénység nagy részét álmában mészárolták le. Az első erőd ágyúit felhasználva tűz alá vették a második erődöt, melynek falaira létrákon másztak fel és kézitusában elfoglalták, ebben a csatában Morgan embereinek jelentős része elesett. A harmadik erőd katonái, látván a másik két vár gyors elestét, elmenekültek. A kalózok ezután elfoglalták a várost és két hónapig fosztogatták. Minden elérhető zsákmányt összeszedtek, mintegy 100 ezer nyolcreálos ezüstpénz értékben, majd még egyszer ennyit csikartak ki a spanyol kormányzattól, hogy ne támadjanak meg további városokat. A spanyolok eközben megpróbálták felmenteni a várost, de Morgan meglepetésszerű támadást intézett jóval erősebb flottájuk ellen egy szűk szorosban és megfutamította őket. Mikor Morgan visszatért Jamaicára, a kormányzó rendelkezésére bocsátotta az egyik brit hadihajót, a HMS Oxfordot.
A Portobelo elleni támadás miatt a londoni kormány felháborodva magyarázatot követelt Modyfordtól, akit már korábban többször figyelmeztettek, hogy ne pártolja a kalózok akcióit. Modyford azzal védekezett, hogy ő csak a hajók elleni támadásokat tiltotta meg a kalózoknak. A kormányzó érezte, hogy inog a széke, ezért elhatározta, hogy kiprovokál egy Jamaica elleni spanyol támadást, amivel aztán megindokolhatja a korábbi akciókat.

## A Cartagena elleni tervek
Modyford megbízása alapján Morgan a szokásos módon tizenegy hajót és kilencszáz embert toborzott. Flottájával 1669 januárjában a Hispaniola délnyugati partjainál fekvő Isla Vacánál állt meg, ahol eldöntötték, hogy a ma Kolumbiához tartozó gazdag kikötőváros, Cartagena lesz a célpontjuk. Cartagena volt a Peruból érkező nemesfémszállítmányok egyik átrakodópontja. A döntést követő tivornyázás során részeg matrózok valahogyan felrobbantották Morgan zászlóshajójának, az Oxfordnak a lőporkamráját. A robbanásban sokan odavesztek, Morgant a kabinjából az ablakon át a tengerbe repítette a légnyomás, de ő megúszta az esetet. A brit kalózvezér a velük együtt horgonyzó franciákat vádolta szabotázzsal. Morgan korábban is szerette volna megszerezni a 36 ágyús francia vitorlást és egy angol kereskedőhajó elleni rablótámadással akarta vádolni őket, hogy elkobozhassa a hajót. A robbanás után átkutatták a francia hajót és egy menlevelet találtak, amely megengedte nekik, hogy spanyol kikötőkbe befuthassanak és angol kalózokra vadásszanak. Morgan ez alapján letartóztatta és Jamaicára küldte őket, hajójukat pedig sajátjaként használta.
A balszerencsés kezdet és a rossz időjárás miatt – Cartagena felé végig ellenszélben kellett haladniuk és a legénység kimerült – sokan dezertáltak és mire Dél-Amerika partjaihoz értek, csak 500 fegyverforgató ember maradt, ami kevés volt egy olyan jól erődített város bevételéhez, mint Cartagena. Az egyik francia kapitány Maracaibót javasolt célpontként, melyet a hírhedten kegyetlen Francois L'Olonnais két évvel korábban már kifosztott.

## Maracaibo és Gibraltar kifosztása

Maracaibo és Gibraltar fekvése

Maracaibo a hasonló nevű félsós öböl szűk bejáratánál fekszik és a sekély, kanyargós csatorna vezet hozzá. A csatorna legszűkebb pontját a spanyolok egy erőddel védték, amely ágyúi tüzével megakadályozta a kalózhajók továbbhaladását. Morgan partra szállította embereit és az éjszaka leszállta után megrohanták az erődöt, amelyet azonban üresen találtak. A spanyolok egy lassan égő kanócot hagytak maguk után a lőporkamrában, amivel rá akarták robbantani a kalózokra az épületet, de a csapdát időben hatástalanították.
A zavartalan visszautat biztosítandó, Morgan elszállíttatta az erőd lőszerkészletét, az ágyúkat pedig elásatta a homokba, majd csónakokon átkeltek a városba. Maracaibo lakóit azonban már figyelmeztették a kalóztámadásra és értékeikkel együtt elmenekültek. A kalózok három hétig maradtak a városban, összefogdosták a polgárokat és megkínozták őket, hogy elárulják kincseik rejtekhelyét. Miután összeszedtek annyi zsákmányt, amennyi lehetséges volt, a Maracaibo-tó délkeleti partján fekvő Gibraltar városa ellen vonultak és azt is kifosztották.
Eközben megérkezett a spanyol flotta, rendbehozták az öböl bejáratát ellenőrző erődöt és három hadihajóval elállták a csatornát. Az emberhátrányban lévő Morgan legnagyobb hajóját gyújtóhajóvá alakította át, amit tizenkét embere odakormányzott a spanyol zászlóshajó, a Magdalena mellé, csáklyákkal odaerősítették, majd felrobbantották. A kalózok megcsáklyázták a másik hajót, a La Marquesát és kézitusában elfoglalták. A harmadik spanyol hajó, a San Luis zátonyra futott és legénysége inkább felgyújtotta, mint hogy a kalózok kezére kerüljön. A kijáratot továbbra is az erőd ellenőrizte, ezért Morgan egy partraszálló csapattal látszólag szárazföldi támadást készített elő. Amikor a spanyolok áthelyezték ágyúikat, hajóival sértetlenül kivitorlázott a nyílt tengerre. Miután visszaértek Jamaicára Modyford formálisan megrótta a spanyolokkal való fegyverszünet megsértéséért, de büntetést nem kapott.
Az ismétlődő kalóztámadások miatt a spanyol kormány Jamaica megszállásával fenyegetőzött. A kormányzó kinevezte Morgant a jamaicai angol hadihajók parancsnokává és formálisan engedélyezte neki a spanyol hajók és kikötők megtámadását; fizetést azonban nem kapott sem ő, sem az emberei, és megtarthatták a zsákmányolt javakat. Morgan végigrabolta Kuba déli partvidéket, majd egy Panama elleni expedíciót kezdett tervezni.

## Panama felégetése

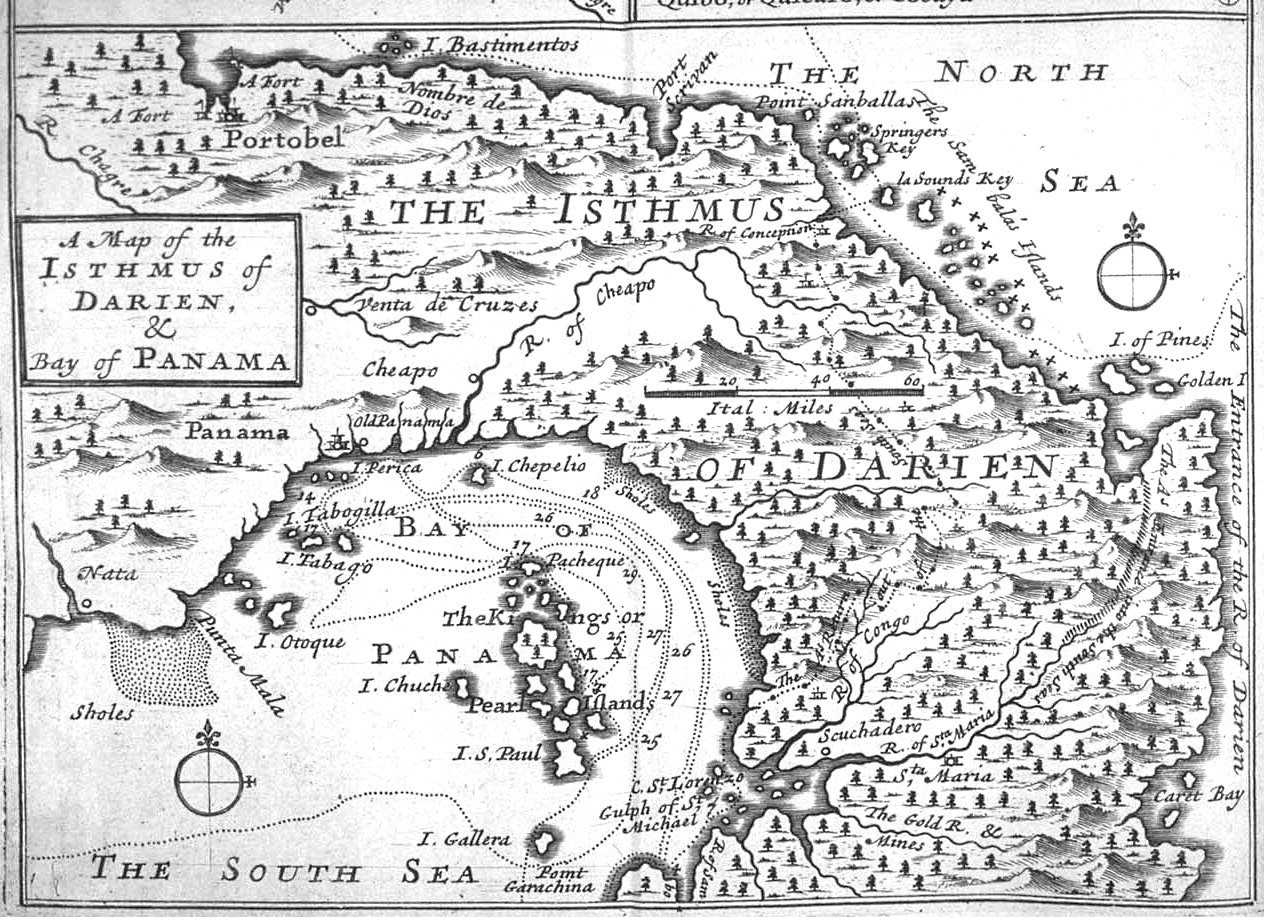
A Panamai-földszoros (1697)

1670. december 15-én Morgan újra megszállta Santa Catalina szigetét és azt támaszpontul használva december 27-én 1400 emberével elfoglalta a Panama karibi partján fekvő San Lorenzo erődöt. Ezután a Chagres-folyót követve megközelítették Panama városát. Morgan kettéosztotta csapatát; felét elrejtette az erdőben, másik felével pedig nyíltan a városfalak alá vonult. Az 1200 fős helyőrség kitört a városból és a tapasztalatlan katonák nagy veszteségeket szenvedtek a kalózok puskatüzétől. Ekkor oldalba kapták őket a korábban elrejtőzött csapatok és a katonák menekülni kezdtek. A várost elfoglalták a kalózok, de annak értékeit már korábban a La Santisima Trinidad galleonra menekítették, ezért a zsákmány alulmúlta várakozásaikat. A dühös kalózok megkínoztak a polgárokat, hogy elárulják javaik rejtekhelyét, majd felgyújtották a várost.

## Kései évei
Panama megtámadása és az 1670-es brit-spanyol békeszerződés megsértése miatt Morgant 1672-ben letartóztatták és Londonba szállították. Morgan arra hivatkozott, hogy akkor még nem tudhatott a békekötésről. Miután a Spanyolországgal való viszony gyorsan megromlott, a király 1674-ben lovaggá ütötte Morgant és kinevezte Jamaica kormányzójává. Kormányzóként leginkább részegeskedésével és garázdaságával szerzett hírnevet és 1681-ben II. Károly király fel is váltotta régi riválisával, Thomas Lynch-csel. Lynch hamarosan elérte, hogy felfüggesszék a jamaicai tanácsban lévő tagságát is, amiben segítségére volt, hogy ekkor adták ki Morgan korábbi hajóorvosának Alexandre Exquemelinnek a könyvét, melyben leírta túlkapásait és kapzsi, vérszomjas kalóznak ábrázolta őt. Morgan beperelte a könyv kiadóját és 200 fontot meg is ítéltek a számára, de a hírnevén esett csorba megmaradt.
Thomas Lynch 1684-ben meghalt és az új kormányzó 1688-ban visszaállította Morgan tanácstagságát. A volt kalózvezér egészségi állapota azonban ekkor már nagyon visszaesett, vízkórt állapítottak meg nála és feltehetően londoni tartózkodása idején elkapta a tuberkulózist is. 1688. augusztus 25-én meghalt és a temetőt, ahol eltemették négy évvel később, egy földrengést követően elnyelte a tenger. Unokatestvérével kötött házasságából nem született gyermeke.

## Emlékezete
Henry Morgan az egyik leghíresebb és legsikeresebb karibi kalóz volt, élete számos írót és rendezőt megihletett. Részben róla mintázták Rafael Sabatini hősét, Blood kapitányt és Emilio Salgari Fekete Kalózát. Számos filmben, regényben és videójátékban szerepel, megemlítik a 2007-es A Karib-tenger kalózaiban is. Róla nevezték el a Captain Morgan rummárkát is.

## Fordítás
- Ez a szócikk részben vagy egészben  a   Henry Morgan című angol Wikipédia-szócikk ezen változatának fordításán alapul.  Az eredeti cikk szerkesztőit annak laptörténete sorolja fel. Ez a jelzés csupán a megfogalmazás eredetét és a szerzői jogokat jelzi, nem szolgál a cikkben szereplő információk forrásmegjelöléseként.